# Agapetus himalayanus
Agapetus himalayanus là một loài Trichoptera trong họ Glossosomatidae. Chúng phân bố ở miền Ấn Độ - Mã Lai.
Phân loại:
| Phân cấp phân loại \| \| Vương quốc \| Animalia - Động vật, animaux, động vật \| \| \| \| Subkingdom \| Chất liệu \| \| \| \| Vô tư \| Protostomia \| \| \| \| Hệ \| Sinh thái \| \| \| \| Phylum \| Arthropoda - Artrópode, động vật chân đốt, động vật chân đốt \| \| \| \| Subphylum \| Hexapoda - hexapod \| \| \| \| Lớp \| Côn trùng - côn trùng, hexapoda, inseto, côn trùng \| \| \| \| Phân lớp \| Pterygota - côn trùng ailés, côn trùng có cánh \| \| \| \| Kính thông tin \| Neoptera - côn trùng gấp cánh hiện đại \| \| \| \| Superorder \| Holometabola \| \| \| \| Bộ \| Trichoptera - caddisfly, tricóptero, phryganes, porte-bois \| \| \| \| Gia đình \| Glossosomatoidea Wallengren, 1891 \| \| \| \| Phân họ \| Agapetinae Martynov, 1913 \| \| \| \| Chi \| Agapetus Curtis, 1834 \| \| |                |                                                              |  |
| | Vương quốc     | Animalia - Động vật, animaux, động vật                       |  |
| | Subkingdom     | Chất liệu                                                    |  |
| | Vô tư          | Protostomia                                                  |  |
| | Hệ             | Sinh thái                                                    |  |
| | Phylum         | Arthropoda - Artrópode, động vật chân đốt, động vật chân đốt |  |
| | Subphylum      | Hexapoda - hexapod                                           |  |
| | Lớp            | Côn trùng - côn trùng, hexapoda, inseto, côn trùng           |  |
| | Phân lớp       | Pterygota - côn trùng ailés, côn trùng có cánh               |  |
| | Kính thông tin | Neoptera - côn trùng gấp cánh hiện đại                       |  |
| | Superorder     | Holometabola                                                 |  |
| | Bộ             | Trichoptera - caddisfly, tricóptero, phryganes, porte-bois   |  |
| | Gia đình       | Glossosomatoidea Wallengren, 1891                            |  |
| | Phân họ        | Agapetinae Martynov, 1913                                    |  |
| | Chi            | Agapetus Curtis, 1834                                        |  |